# Euryphurana nobilis
Euryphurana nobilis is een vlinder uit de onderfamilie Limenitidinae van de familie Nymphalidae. De wetenschappelijke naam van de soort is voor het eerst voorgesteld Otto Staudinger in een publicatie uit 1891.

## Verspreiding
Deze vlinder komt voor in de vochtige bossen van Sierra Leone, Liberia, Ivoorkust, Nigeria, Kameroen, Gabon, Centraal-Afrikaanse Republiek, Congo-Brazzaville, Congo-Kinshasa en Zambia.

## Ondersoorten
- Euryphurana nobilis nobilis (Staudinger, 1891)
- Euryphurana nobilis viridis (Hancock, 1990) (Katanga in Congo-Kinshasa, Zambia)
  - = Euryphura nobilis viridis Hancock, 1990